# 阳春堂琴经
《阳春堂琴经》，古琴谱。明万历三十七年张大命撰辑。

## 琴谱考究
此书被张之邑人沈国裕篡改原版行款，改称《太古遗音琴经》，分为金、石、丝、竹四集，並列入沈氏重校订姓名，重印出版。

## 琴谱内容
此书分为四集十四卷，卷前有万历己酉叶向高、刘大任序及张大命自序。序后为目录，一至四卷为文集，五至八卷为行集，九至十卷为忠集，十一至十四卷为信集。卷末有陈五昌跋，不著年月。本谱無琴曲。